# Llista de monuments de Sencelles
Llista de monuments de Sencelles catalogats pel consell insular de Mallorca com a Béns d'Interès Cultural en la categoria de monuments pel seu interès històric, artístic, arquitectònic, arqueològic, històric-industrial, etnològic, social, científic o tècnic.
| Monument                                                 | Tipus                | Localització      | Coordenades                                          | Codi?         | Imatge |
| -------------------------------------------------------- | -------------------- | ----------------- | ---------------------------------------------------- | ------------- | --- |
| Casa Convent de la Beata Francinaina Cirer               | Edificis religiosos  | Sencelles         | 39° 38′ 48″ N, 2° 53′ 45″ E / 39.646632°N,2.895868°E | RI-51-0006982 | Casa Convent de la Beata Francinaina Cirer (Sencelles) · Vegeu més fotos d'aquest monument · Carregueu una nova foto d'aquest monument   |
| Creu de Can Maví o Creu des Cap d'Avall                  | Creus de terme       | Sencelles         | 39° 38′ 56″ N, 2° 54′ 03″ E / 39.6489°N,2.9008°E     | RI-51-0010403 | Creu de Can Maví (Sencelles) · Vegeu més fotos d'aquest monument · Carregueu una nova foto d'aquest monument                             |
| Creu de sa Cometa o Creu des Cap d'Amunt                 | Creus de terme       | Sencelles         | 39° 38′ 43″ N, 2° 53′ 39″ E / 39.6452°N,2.8943°E     | RI-51-0010404 | Creu de sa Cometa (Sencelles) · Vegeu més fotos d'aquest monument · Carregueu una nova foto d'aquest monument                            |
| Creu de Biniali o Creu dels Caiguts                      | Creus de terme       | Sencelles Biniali | 39° 38′ 21″ N, 2° 51′ 40″ E / 39.639043°N,2.861143°E | RI-51-0010405 | Creu dels Caiguts (Sencelles) · Vegeu més fotos d'aquest monument · Carregueu una nova foto d'aquest monument                            |
| Creu de s'Era d'en Pelat                                 | Creus de terme       | Sencelles         | 39° 38′ 59″ N, 2° 53′ 51″ E / 39.64971°N,2.89748°E   | RI-51-0010406 | Creu de s'Era d'en Pelat (Sencelles) · Vegeu més fotos d'aquest monument · Carregueu una nova foto d'aquest monument                     |
| Creu des Rafal                                           | Creus de terme       | Sencelles         | 39° 38′ 44″ N, 2° 54′ 00″ E / 39.64551°N,2.89997°E   | RI-51-0010407 | Creu des Rafal (Sencelles) · Vegeu més fotos d'aquest monument · Carregueu una nova foto d'aquest monument                               |
| Creu de Ruberts                                          | Creus de terme       | Sencelles Ruberts | 39° 37′ 24″ N, 2° 56′ 09″ E / 39.623286°N,2.935859°E | RI-51-0010408 | Creu de Ruberts (Sencelles) · Vegeu més fotos d'aquest monument · Carregueu una nova foto d'aquest monument                              |
| Conjunt històric de Jornets                              | Conjunt urbà         | Sencelles         | 39° 40′ 40″ N, 2° 56′ 11″ E / 39.677691°N,2.936474°E | RI-53-0000633 | Conjunt històric de Jornets (Sencelles) · Vegeu més fotos d'aquest monument · Carregueu una nova foto d'aquest monument                  |
| Conjunt històric de Ruberts                              | Conjunt urbà         | Sencelles         | 39° 37′ 22″ N, 2° 56′ 13″ E / 39.622881°N,2.937083°E | RI-53-0000629 | Conjunt històric de Ruberts (Sencelles) · Vegeu més fotos d'aquest monument · Carregueu una nova foto d'aquest monument                  |
| Talaiot de Binifat / Darrera ses Cases                   | Monument arqueològic | Sencelles         | 39° 38′ 19″ N, 2° 56′ 16″ E / 39.638560°N,2.937721°E | RI-51-0002897 | Talaiot de Binifat / Darrera ses Cases (Sencelles) · Vegeu més fotos d'aquest monument · Carregueu una nova foto d'aquest monument       |
| Conjunt prehistòric de Binifat / Pleta des Forn          | Monument arqueològic | Sencelles         | 39° 38′ 04″ N, 2° 56′ 22″ E / 39.634570°N,2.939482°E | RI-51-0002898 | Carregueu una nova foto d'aquest monument                                                                                                |
| Can Baldó                                                | Monument arqueològic | Sencelles         | 39° 36′ 54″ N, 2° 56′ 24″ E / 39.615125°N,2.940072°E | RI-51-0002899 | Carregueu una nova foto d'aquest monument                                                                                                |
| Necròpolis de Can Borràs                                 | Monument arqueològic | Sencelles         | 39° 37′ 02″ N, 2° 55′ 23″ E / 39.617216°N,2.923187°E | RI-51-0002900 | Carregueu una nova foto d'aquest monument                                                                                                |
| Talaiot de Cascanar / Can Florit                         | Monument arqueològic | Sencelles         | 39° 38′ 30″ N, 2° 55′ 17″ E / 39.641767°N,2.921295°E | RI-51-0002901 | Carregueu una nova foto d'aquest monument                                                                                                |
| Cascanar / Can Garau                                     | Monument arqueològic | Sencelles         | 39° 38′ 04″ N, 2° 54′ 56″ E / 39.634392°N,2.915584°E | RI-51-0002902 | Carregueu una nova foto d'aquest monument                                                                                                |
| Talaiot de Cascanar / ses Talaies de Can Xim             | Monument arqueològic | Sencelles         | 39° 38′ 19″ N, 2° 55′ 03″ E / 39.638521°N,2.91757°E  | RI-51-0002903 | Talaiot de Cascanar / ses Talaies de can Xim (Sencelles) · Vegeu més fotos d'aquest monument · Carregueu una nova foto d'aquest monument |
| Necròpoli de Cascanar / Cementeri des Moros              | Monument arqueològic | Sencelles         | 39° 38′ 15″ N, 2° 55′ 12″ E / 39.637615°N,2.919957°E | RI-51-0002904 | Carregueu una nova foto d'aquest monument                                                                                                |
| Talaiot de Can Xoi / es Velar / Son Caliu                | Monument arqueològic | Sencelles         | 39° 38′ 45″ N, 2° 54′ 24″ E / 39.645738°N,2.906596°E | RI-51-0002905 | Carregueu una nova foto d'aquest monument                                                                                                |
| Sa Cova Monja                                            | Monument arqueològic | Sencelles         | 39° 37′ 43″ N, 2° 51′ 18″ E / 39.628566°N,2.855000°E | RI-51-0002906 | Sa Cova Monja (Sencelles) · Vegeu més fotos d'aquest monument · Carregueu una nova foto d'aquest monument                                |
| Conjunt prehistòric de Leià / Talaies de Can Raió        | Monument arqueològic | Sencelles         | 39° 38′ 02″ N, 2° 53′ 43″ E / 39.633835°N,2.895192°E | RI-51-0002907 | Carregueu una nova foto d'aquest monument                                                                                                |
| Resta prehistòrica de Leià / es Tres Pins                | Monument arqueològic | Sencelles         | 39° 37′ 55″ N, 2° 53′ 54″ E / 39.631855°N,2.898225°E | RI-51-0002908 | Carregueu una nova foto d'aquest monument                                                                                                |
| Pou antic de Leià / Bassa de Leià                        | Monument arqueològic | Sencelles         | 39° 38′ 02″ N, 2° 53′ 43″ E / 39.633908°N,2.895201°E | RI-51-0002909 | Carregueu una nova foto d'aquest monument                                                                                                |
| Pou antic de Leià / Bassa de sa Llàntia                  | Monument arqueològic | Sencelles         |                                                      | RI-51-0002910 | Carregueu una nova foto d'aquest monument                                                                                                |
| Resta prehistòrica de Morelló Nou / es Clapessos         | Monument arqueològic | Sencelles         | 39° 37′ 59″ N, 2° 52′ 33″ E / 39.633104°N,2.875849°E | RI-51-0002911 | Carregueu una nova foto d'aquest monument                                                                                                |
| Conjunt de sitjots de Sonarrossa                         | Monument arqueològic | Sencelles         |                                                      | RI-51-0002912 | Carregueu una nova foto d'aquest monument                                                                                                |
| Conjunt prehistòric de Son Calussa / es Velar            | Monument arqueològic | Sencelles         | 39° 38′ 45″ N, 2° 54′ 24″ E / 39.645811°N,2.906605°E | RI-51-0002913 | Carregueu una nova foto d'aquest monument                                                                                                |
| Necròpolis de Son Campaner                               | Monument arqueològic | Sencelles         | 39° 39′ 48″ N, 2° 54′ 04″ E / 39.663376°N,2.900986°E | RI-51-0002914 | Carregueu una nova foto d'aquest monument                                                                                                |
| Conjunt prehistòric de Son Company / es Velar des Cuitor | Monument arqueològic | Sencelles         | 39° 38′ 29″ N, 2° 53′ 47″ E / 39.641486°N,2.896381°E | RI-51-0002915 | Carregueu una nova foto d'aquest monument                                                                                                |
| Resta prehistòrica de Son Françoi                        | Monument arqueològic | Sencelles         | 39° 37′ 37″ N, 2° 54′ 46″ E / 39.626920°N,2.912680°E | RI-51-0002916 | Carregueu una nova foto d'aquest monument                                                                                                |
| Talaiot de Son Fred                                      | Monument arqueològic | Sencelles         | 39° 39′ 31″ N, 2° 54′ 43″ E / 39.658663°N,2.911952°E | RI-51-0002917 | Talaiot de Son Fred (Sencelles) · Vegeu més fotos d'aquest monument · Carregueu una nova foto d'aquest monument                          |
| Conjunt prehistòric de Son Jordà de Ruberts / es Fornàs  | Monument arqueològic | Sencelles         | 39° 37′ 25″ N, 2° 56′ 12″ E / 39.623692°N,2.936570°E | RI-51-0002918 | Carregueu una nova foto d'aquest monument                                                                                                |
| Cova de Son Morei                                        | Monument arqueològic | Sencelles         |                                                      | RI-51-0002919 | Carregueu una nova foto d'aquest monument                                                                                                |
| Cova de Son Pericàs / Can Pica                           | Monument arqueològic | Sencelles         | 39° 38′ 30″ N, 2° 52′ 54″ E / 39.641734°N,2.881787°E | RI-51-0002920 | Carregueu una nova foto d'aquest monument                                                                                                |
| Son Santjoan / Cova d'en Mariaina                        | Monument arqueològic | Sencelles         | 39° 38′ 03″ N, 2° 51′ 49″ E / 39.634171°N,2.863495°E | RI-51-0002921 | Carregueu una nova foto d'aquest monument                                                                                                |
| Son Santjoan / Cova de sa Cuineta                        | Monument arqueològic | Sencelles         | 39° 37′ 51″ N, 2° 51′ 33″ E / 39.630832°N,2.859085°E | RI-51-0002922 | Carregueu una nova foto d'aquest monument                                                                                                |
| Son Santjoan / sa Cova Fonda                             | Monument arqueològic | Sencelles         |                                                      | RI-51-0002923 | Carregueu una nova foto d'aquest monument                                                                                                |
| Conjunt de sitjots de Son Santjoan                       | Monument arqueològic | Sencelles         | 39° 37′ 53″ N, 2° 51′ 38″ E / 39.631276°N,2.860599°E | RI-51-0002924 | Carregueu una nova foto d'aquest monument                                                                                                |
| Cova de sa Teulera                                       | Monument arqueològic | Sencelles         |                                                      | RI-51-0002925 | Carregueu una nova foto d'aquest monument                                                                                                |
| Conjunt prehistòric des Velar de sa Coma                 | Monument arqueològic | Sencelles         | 39° 37′ 04″ N, 2° 51′ 42″ E / 39.617761°N,2.861779°E | RI-51-0002926 | Carregueu una nova foto d'aquest monument                                                                                                |
| Cova de sa Vileta                                        | Monument arqueològic | Sencelles         | 39° 39′ 04″ N, 2° 54′ 27″ E / 39.651218°N,2.907414°E | RI-51-0002927 | Carregueu una nova foto d'aquest monument                                                                                                |
| Cova es Torrent des Pou d'en Banys                       | Monument arqueològic | Sencelles         |                                                      | RI-51-0002929 | Carregueu una nova foto d'aquest monument                                                                                                |